# Andrew Brons
Andrew Henry William Brons  (ur. 16 czerwca 1947 w Londynie) – brytyjski polityk i nauczyciel, poseł do Parlamentu Europejskiego VII kadencji.

## Życiorys
Ukończył Harrogate College, a w 1970 nauki polityczne na York University. Przez około czterdzieści lat prowadził zajęcia z zakresu prawa i polityki w Harrogate College.
Przez wiele lat działał w skrajnych, nacjonalistycznych i faszyzujących ugrupowaniach politycznych. W 1964 wstąpił do Narodowego Ruchu Socjalistycznego (utworzonego w dniu urodzin Adolfa Hitlera), był później członkiem Brytyjskiej Partii Narodowej, współtworzącej w 1967 Front Narodowy. Andrew Brons był przewodniczącym tej organizacji w Harrogate i jej czterokrotnym kandydatem do Izby Gmin. W pierwszej połowie lat 80. pełnił funkcję krajowego lidera Frontu Narodowego.
W wyborach w 2009 z ramienia Brytyjskiej Partii Narodowej uzyskał mandat posła do Parlamentu Europejskiego. Pozostał deputowanym niezrzeszonym, przystąpił do Komisji Spraw Konstytucyjnych. W 2013 powołał własną partię – British Democratic Party.